# 190139 Hanskung
190139 Hanskung este o planetă minoră (asteroid) din centura de asteroizi. A fost descoperită pe 14 septembrie 2005 la Borbona de Vincenzo Silvano Casulli⁠(d). 
Obiectul prezintă o orbită caracterizată de o semiaxă mare de 2,1941040906427 UAi, o excentricitate de 0,11, o înclinație de 4,8 ° în raport cu ecliptica.